# Protea enervis
Protea enervis (лат.) — кустарник, вид рода Протея (Protea) семейства Протейные (Proteaceae), встречающийся в Зимбабве и Мозамбике.

## Ботаническое описание

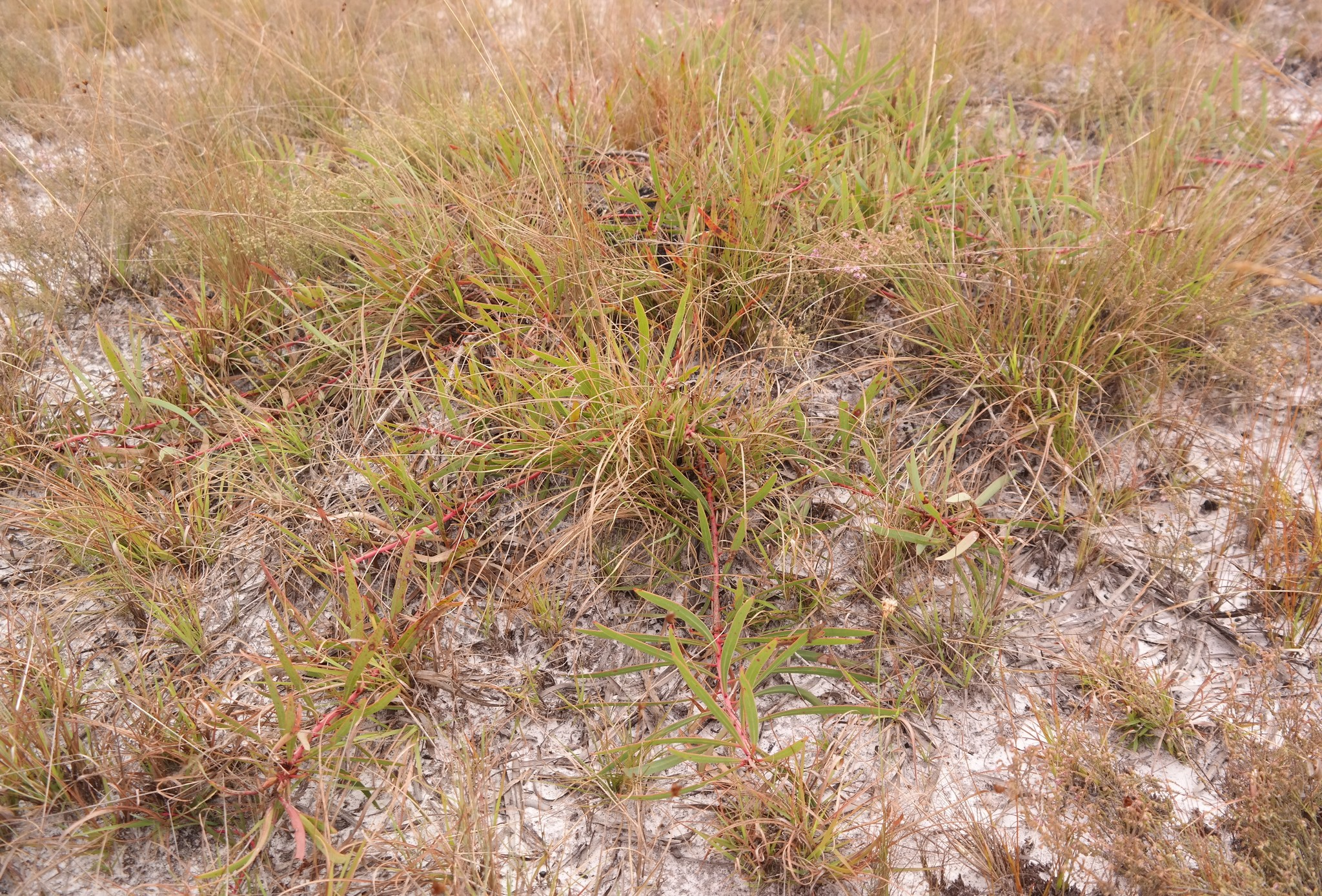
Общий вид в природе

Protea enervis — небольшой кустарник с распростёртыми стеблями, расходящимися от древесного подвоя. Листья и цветочные головки направлены вверх. Листья до 5 мм шириной, от линейных до линейно-ланцетных, серповидные, острые, гладкие. Соцветия — цветочные головки диаметром 4,5-8 см; внутренние прицветники короче или примерно равны цветкам. Цветки розовые.

## Таксономия
Вид Protea effusa был впервые описан английским ботаником, работавшим в Зимбабве Хайремом Уайлдом в 1956 году. Видовое название — от латинского слова enervis без нервов, возможно, относящимся к незаметные прожилкам на листьях.

## Распространение и местообитание
Protea enervis произрастает в горах Чиманимани, расположённых между Зимбабве и Мозамбиком, и растёт на высоте от 1680 до 2000 м над уровнем моря.

## Культивирование
Вид требует от полного солнца до полутени и предпочитает сухой мезический климат. Лучше всего растёт на умеренно (5,6-6,0) или слабокислой (6,1-6,5) почве.